# Józef Paszek
Józef Paszek (ur. 30 stycznia 1920 w Dziedzicach (obecnie Czechowice-Dziedzice), zm. 25 marca 1942 na Malcie) – ochotnik w wojnie obronnej września 1939 r., żołnierz Polskich Sił Zbrojnych na Zachodzie, członek załogi ORP „Sokół”, uczestnik II wojny światowej.

## Życiorys
Urodził się w rodzinie kolejarza Franciszka i Anny z domu Sikora. Miał pięcioro rodzeństwa - Franciszka, Walerię, Marię, Jana i Kazimierza. Ukończył szkołę podstawową w Dziedzicach, a następnie kontynuował naukę w Bielskiej Szkole Przemysłowej, którą ukończył wiosną 1939 r. ze specjalnością technik-mechanik. W okresie przedwojennym czynnie uprawiał sport w Towarzystwie Gimnastycznym „Sokół”, zdobywając szereg wyróżnień i nagród jako biegacz, zarówno w zawodach na szczeblu lokalnym w Bielsku (lata 1937 i 38) jak i Katowicach (w 1936 r.), Chorzowie (1938) czy Krakowie (1939). Ostatnie zawody przed wybuchem II wojny światowej wygrał 4 czerwca 1939 r. właśnie w Krakowie. Do wybuchu wojny Józef wraz z rodzicami i rodzeństwem mieszkał w Dziedzicach przy ul. Legionów 17.

### Przebieg służby
Po wybuchu wojny, wraz ze starszym bratem Franciszkiem, brał udział jako ochotnik w walkach w ramach batalionu Obrony Narodowej „Bielsko” broniącego Dziedzic we wrześniu 1939 r. Wraz z oddziałami wojska brał udział w licznych potyczkach i walkach września 39 r., aż do obrony Lwowa. Po upadku miasta, jako szeregowy żołnierz, został zwolniony z sowieckiej niewoli i razem ze starszym bratem przekroczyli linię demarkacyjną wracając do domu w niemieckiej strefie okupacyjnej. Początkiem listopada 1939 r., został ostrzeżony o możliwym aresztowaniu przez Gestapo. Uciekł w ostatniej chwili. W Zwardoniu Józef przekroczył granicę ze Słowacją, a potem górami, omijając większe osady pieszo w grudniu 1939 r. dotarł do Budapesztu. W Budapeszcie Józef otrzymał legalny, choć na fałszywe dane paszport, bilet kolejowy do Francji i przez Jugosławię i Włochy dotarł do miejsca przeznaczenia. W 1940 roku otrzymał wojskowy numer ewidencyjny 226/40 z przydziałem na okręt podwodny „Sokół” jako elektryk. Józef Paszek przeszedł szlak bojowy „Sokoła” aż do marca 1942 r. Służył w stopniu starszego marynarza.

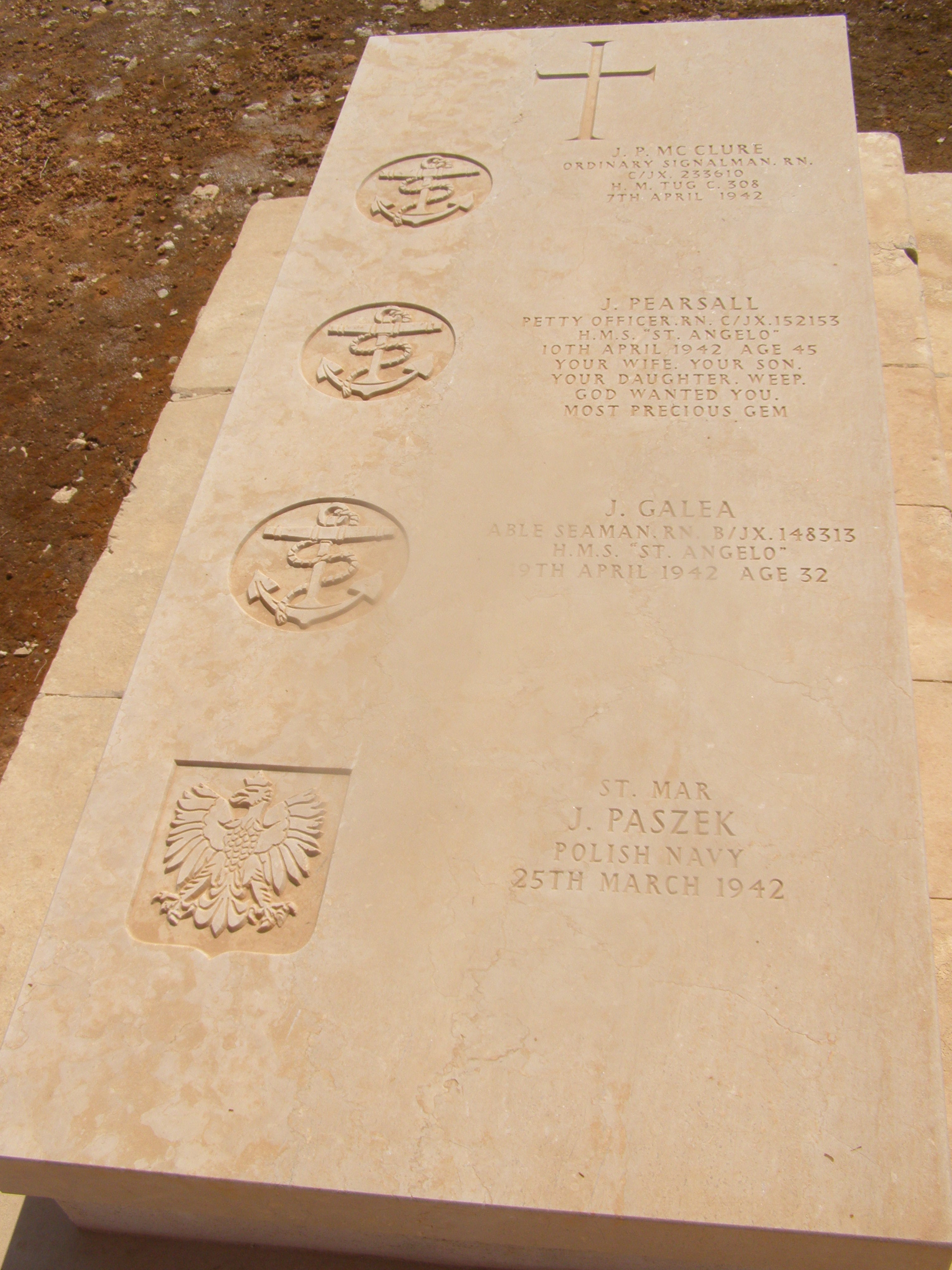
Grób zbiorowy, w którym jest pochowany st. mar. Józef Paszek

### Śmierć i pogrzeb
Podczas stacjonowania jednostki na Malcie zginął 25 marca 1942 r. w czasie nieprzyjacielskiego nalotu na wyspę. Został pochowany w zbiorowej mogile wraz z trzema innymi marynarzami w kwaterze P Malta Naval Cemetery w mieście Kalkara.

### Ordery i odznaczenia
Odznaczony Krzyżem Walecznych z 19 lutego 1942 oraz pośmiertnie Medalem Morskim, nadanym Rozkazem Dziennym Szefa Kierownictwa Marynarki Wojennej nr 12/46 za „okres 21 miesięcy i 16 dni rzetelnej służby na morzu w czasie wojny 1939 – 1945”.